# Favites favosa
Espèce
Favites favosa est une espèce de coraux appartenant à la famille des Merulinidae.